# Brandon DiCamillo
Brandon Ralph DiCamillo, född 15 november 1976 i West Chester, Pennsylvania, USA, är en av de äldre medlemmarna i CKY-gänget och har blivit känd genom sina uppträdanden i CKY-filmerna Jackass och Viva La Bam på MTV. 
Han är känd för sin komiska rösttalang, och är speciellt känd för sina freestyleraplåtar, (speciellt "Chinese Freestyle" från CKY2K), fånigt roliga karaktärer och busringningar. Han spelade Falcon Falcone och andra karaktärer i hans vän, Bam Margera's film, Haggard. DiCamillo ligger bakom idén till "The Shopping Carts" och många andra stunts från CKY och Jackass.

## TV/Film
- 1999 CKY: Landspeed (V) .... Sig själv
- 1999 CKY2K .... Sig själv
- 2000 CKY 4: Latest & Greatest .... Sig själv
- 2000-2002 Jackass .... Sig själv
- 2001 Destroying America .... Sig själv
- 2002 Haggard .... Falcone, med flera
- 2002 Jackass: The Movie .... Sig själv
- 2003-2006 Viva La Bam .... Sig själv
- 2006 Blastazoid .... Sig själv
- 2007 Minghags .... Regissör, Manusförfattare, Hook Bar Hessian
- 2007 Bam's Unholy Union .... Sig själv